# Alessandro Safina
Alessandro Safina (Siena, 14 oktober 1963) is een Italiaanse tenor.

## Biografie
Al op 9-jarige leeftijd besloot Safina een zangopleiding te gaan volgen. Toen hij 17 was, ging hij naar het conservatorium in Florence om daar opera te gaan studeren. In 1989 won hij de zangwedstrijd Concorso Lirico Internazionale in Mantua. Een jaar later trad hij samen met sopraan Katia Ricciarelli op in de opera La bohème.
In de jaren negentig ging Safina samenwerken met producer Romano Musumarra en componist Eric Ghenassia. Hij ging opera combineren met popmuziek en bracht in 1999 zijn eerste album uit. Eind 2000 scoorde hij in Nederland een grote hit met het nummer Luna, dat de derde plaats bereikte in de Nederlandse Top 40 en de tweede plaats in de Single Top 100. Zijn album Insieme a te verkocht wereldwijd 700.000 exemplaren en stond 13 weken op nummer 1 in de Nederlandse Album Top 100. In 2002 deed Safina mee aan het Festival van San Remo.
Safina zong in zijn carrière verschillende duetten, met artiesten als Chrissie Hynde, Elton John, Rod Stewart, Petra Berger, Sezen Aksu, Sarah Brightman en Andrea Bocelli. Van 2001 tot 2011 was hij getrouwd met de Italiaanse danseres Lorenza Mario. Later verhuisde hij met zijn Roemeense vriendin naar Boekarest.

## Albums
| Album met eventuele hitnotering(en) in de Nederlandse Album Top 100 | Datum van verschijnen | Datum van binnenkomst | Hoogste positie | Aantal weken | Opmerkingen |
| ------------------------------------------------------------------- | --------------------- | --------------------- | --------------- | ------------ | ----------- |
| Insieme a te                                                        | 2000                  | 02-12-2000            | 1 (13 wk)       | 64           |             |
| Musica di te                                                        | 2003                  | 11-10-2003            | 9               | 19           |             |
| Sognami                                                             | 2007                  | 21-04-2007            | 14              | 10           |             |
| Dedicated                                                           | 2014                  | -                     |                 |              |             |

### Singles
| Single met eventuele hitnotering(en) in de Nederlandse Top 40 | Datum van verschijnen | Datum van binnenkomst | Hoogste positie | Aantal weken | Opmerkingen                                    |
| ------------------------------------------------------------- | --------------------- | --------------------- | --------------- | ------------ | ---------------------------------------------- |
| La Sete Di Vivere                                             | 1999                  | -                     | -               | -            |                                                |
| Luna                                                          | 2000                  | 04-11-2000            | 3               | 18           | nr. 2 in de Single Top 100                     |
| Aria e memoria (We'll be together)                            | 2001                  | -                     | -               | -            | met Chrissie Hynde nr. 83 in de Single Top 100 |
| "Life Goes On" (duet met Petra Berger )                       | 2007                  | -                     | -               | -            |                                                |
| Your song                                                     | 2002                  | -                     | -               | -            | met Elton John nr. 88 in de Single Top 100     |
| FIORE                                                         | 2018                  | -                     | -               | -            | Sumi Jo                                        |
| Mare Mare                                                     | 2018                  | -                     | -               | -            |                                                |

### NPO Radio 2 Top 2000
| Nummer met noteringen in de NPO Radio 2 Top 2000 | '01 | '02 | '03 | '04 | '05 | '06 | '07 | '08 | '09  | '10  | '11  | '12  | '13  | '14  |
| ------------------------------------------------ | --- | --- | --- | --- | --- | --- | --- | --- | ---- | ---- | ---- | ---- | ---- | ---- |
| Luna                                             | 172 | 235 | 210 | 351 | 405 | 670 | 415 | 406 | 1245 | 1196 | 1012 | 1447 | 1770 | 1774 |

1. ↑  Een vetgedrukt getal geeft de hoogste notering aan.
2. ↑  2001 was het eerste jaar met een notering voor dit nummer.
3. ↑  Deze tabel is bijgewerkt tot en met de laatste editie (2024).